# Hakushon Daimaō
Hakushon Daimaō (ハクション大魔王 Hakushon Daimaō?,  Yam Yam y el Genio y La Familia Genio en Latinoamérica.  El Fatah Borhan en países de habla árabe, The Genie Family en países angloparlantes, Bob in a Bottle en Europa, Norteamérica y Australia) es un anime producido por Tatsunoko Production. Cuenta las aventuras cómicas de un niño y una familia de genios que son convocados cada vez que alguien estornuda.
La serie ha sido doblada en varios países, incluidos México (doblaje en el cual los nombres fueron cambiados), al inglés por Saban con el nombre Bob in a Bottle (el cual presentaba un nuevo tema musical) y también se dobló al alemán, francés, italiano y hebreo. La versión en inglés no fue transmitida en los Estados Unidos, pero sí fue transmitida en YTV en Canadá. Se realizó un nuevo doblaje al español para Tatsunoko Production y the Japan Foundation, la cual se transmite en varios canales públicos de Latinoamérica. El 1 de enero de 2020, se anunció que una nueva serie de anime de televisión por Tatsunoko Producción y Nippon Animation saldrá al aire en ytv en 11 de abril de 2020. La historia transcurrirá 50 años después del final del primer anime y se centrará en Akubi y Kantarō, el nieto del protagonista del anime original. Atsushi Nigorikawa está dirigiendo la serie, con Hiroko Kanasugi manejando la composición de la serie, Shin Takemoto y Masatsune Noguchi diseñando los personajes, y Takamitsu Shimazaki, Hiroshi Sasaki y Teppei Shimizu componiendo la música de la serie.

## Argumento
Una vieja botella llega a manos de una familia moderna. Un genio llamado Hakushon Daimaō y su hija, Akubi, residen dentro de la botella, la cual es propiedad de un chico llamado Kan-chan. Cuando él encuentra la botella, descubre que cada vez que alguien estornuda, el genio es liberado y debe conceder el deseo de quien estornudó. Su hija tiene que hacer lo mismo con el que bostece. Hakushon Daimaō es extremadamente torpe y por lo general estropea los deseos que trata de conceder. Akubi es más capaz que su padre, pero ella es traviesa y le gusta torcer las palabras y el significado de los deseos de todos, por lo que generalmente ocurre algo malo.

## Personajes
- Hakushon Daimaō: Es un genio obeso, con una enorme bemba y nariz roja. Cada vez que alguien estornuda, sale de su botella para cumplir deseos a la persona que estornudo.
- Akubi: Es la hija de Hakushon, aparece cada vez que alguien bosteza.
- Ken-chan: El amo actual de Hakushon.

## Elenco

### Versión en japonés
| - Hakushon Daimaō - Ōhira Tōru - Akubi - Sasuga Takako - Taidaimaō - Nagai Ichirō - Shakkuri-sensei - Kyōda Hisako - Kan-chan - Katō Midori | - Papá - Tanonaka Isamu - Mamá - Asō Mitsuko - Gejigon - Tatekabe Kazuya - Yuriko-chan - Matsushima Minori - Burukō - Sagami Tarō - Sorekara-ojisan - Aikawa Kinya |

### Versión en inglés
| - Bob - Gary Jewell - Joey - Sonja Ball - Mr. Carter - Richard Dumont - Mrs. Carter/Chauncey - Jane Woods | - Illana - Liz MacRae - Tilly - A.J. Henderson - Dora/Miss Green - Kathleen Fee - Voces adicionales - Terrence Scammell, Mark Hellman, Pauline Little, Arthur Holden |

## Series derivadas
La franquicia de Hakushon Daimaō hizo una reaparición en la década de 2000 con dos animes derivados producidos por Tatsunoko Production y dirigidos por Hiroshi Sasagawa, con la hija de Hakushon Daimaō, Akubi, como el personaje central. Yobarete, Tobidete! Akubi-chan presenta a Akubi (con la voz de Tanii Asuka), quien se hace amiga de una chica tímida joven llamada Nemuta Koron (con la voz de Nogawa Sakura), quien tiene un hábito de bostezar (convocando así a Akubi) cada vez que se siente avergonzada. Akubi regresó en 2006 en Akubi Girl, en el que Akubi se hace amiga de la estudiante de primer grado Ruru-chan e intenta ayudarle a conceder el deseo de la niña de tener una estrecha amistad con Itoshi-kun, el compañero de clases de quien Ruru-chan está secretamente enamorada.

## Otras apariciones
- Hay una estatua de Hakushon Daimaō en el primer episodio de la serie de 2008 Yatterman.
- Hakushon Daimaō aparece en la versión japonese del videojuego de lucha Tatsunoko vs. Capcom: Cross Generation of Heroes. Debidos a problemas de licencia, el personaje fue removido del lanzamiento occidental y en el relanzamiento japonés, Tatsunoko vs. Capcom: Ultimate All Stars.[7]
- Hay una breve referencia al anime en el episodio de Mighty Morphin Power Rangers,  A Dark Reflection On You, en el cual hay clips de la introducción inglesa en un televisor minitatura. Bulk asevera que esta es su caricatura preferida. También apareció al final de la segunda temporada en el episodio The Power Stealer, en el que Skull disfruta viendo el anime.
- Hakushon, Akubi y Ken-chan aparecen en la serie satírica Peeping Life TV Season 1?? de 2015.